# Giro dell'Emilia 1981
Il Giro dell'Emilia 1981, sessantaquattresima edizione della corsa, si svolse il 4 ottobre 1981 su un percorso di 252 km. La vittoria fu appannaggio dell'italiano Pierino Gavazzi, che completò il percorso in 6h36'43", precedendo i connazionali Francesco Moser e Silvano Contini.
Sul traguardo di Bologna 42 ciclisti, su 158 partiti dalla medesima località, portarono a termine la competizione. 

## Ordine d'arrivo (Top 10)
| Pos. | Corridore            | Squadra              | Tempo    |
| ---- | -------------------- | -------------------- | -------- |
| 1    | Pierino Gavazzi      | Magniflex-Olmo       | 6h36'43" |
| 2    | Francesco Moser      | Famcucine-Campagnolo | s.t.     |
| 3    | Silvano Contini      | Bianchi-Piaggio      | s.t.     |
| 4    | Jean-Marie Wampers   | Santini-Selle Italia | s.t.     |
| 5    | Alfio Vandi          | Selle San Marco      | s.t.     |
| 6    | Hennie Kuiper        | DAF Trucks-TeVe Blad | s.t.     |
| 7    | Theo de Rooij        | Capri Sonne          | s.t.     |
| 8    | Claudio Torelli      | Famcucine-Campagnolo | s.t.     |
| 9    | Jean-Marie Grezet    | Cilo-Aufina          | s.t.     |
| 10   | Alessandro Paganessi | Bianchi-Piaggio      | s.t.     |